# Tina Weirather
Christina "Tina" Weirather, née le 24 mai 1989 à Vaduz (Liechtenstein), est une skieuse alpine liechtensteinoise. En Coupe du monde, elle remporte deux fois consécutivement le petit globe de cristal du super-G en 2017 et en 2018, remporte la médaille d'argent du super-G lors des Mondiaux 2017 et s'adjuge la médaille de bronze dans la même discipline lors des Jeux d'hiver 2018 à Pyeongchang, le premier podium olympique de son pays depuis Paul Frommelt à Calgary en 1988. Elle totalise neuf victoires en Coupe du monde et annonce prendre sa retraite sportive à l'issue de la saison 2019-2020.

## Famille
Sa mère, Hanni Wenzel, est quadruple championne du monde, quadruple médaillée aux Jeux olympiques, championne olympique du slalom et du géant à Lake Placid en 1980 et double vainqueur de la Coupe du monde en 1978 et 1980. 
Son père autrichien, Harti Weirather, a été champion du monde de descente en 1982. Son oncle, Andreas Wenzel est un double médaillé olympique et quadruple médaillé mondial. Hanni Wenzel et Andreas Wenzel ont remporté six des dix médailles gagnées par le Liechtenstein et ses seuls titres.
Elle a deux frères : Herbi né en 1988 et Tom, né en 1995.
Tina Weirather réside actuellement à Gamprin. 

## Carrière professionnelle

### L'avant-ski
Bien que fille de deux skieurs de niveau olympique, Tina Weirather commence pourtant par jouer au tennis. Toutefois, elle se tourne rapidement vers la discipline de ses parents. Elle raconte : « J’ai pratiqué jusqu’à 12 ans. Je n’aimais pas ces batailles à un contre un. En ski, c’est juste vous face à la pente. Vous vous battez contre la montagne, et pas contre les autres filles, et c’est pour cette raison que j’adore le ski de compétition ».

### Débuts au haut niveau
Tina Weirather est rapidement considérée comme un grand espoir du ski alpin. Au niveau junior, Tina Weirather effectue un début de carrière très prometteur, remportant deux titres de championne du monde : le slalom géant en 2006 et la descente en 2007. 
En parallèle, elle fait ses premiers pas en catégorie senior, participant au Super G des Championnats du monde 2005 à Bormio, où elle prend la quatrième place. En 2006, elle participe même aux Jeux olympiques de Turin et se classe 33e du Super G à l'âge de 16 ans.
Elle participe à sa première course en Coupe du monde de ski alpin le 22 octobre 2005, à l'occasion d'un slalom géant organisé à Sölden et inscrit ses premiers points en coupe du monde en décembre 2006, lors d'un super combiné à Reiteralm.

### Révélation et confirmation
Elle décroche son premier top dix le 22 janvier 2010 lors du super G de Cortina d'Ampezzo. Lors de la descente disputée le lendemain dans la station italienne, elle subit une déchirure des ligaments croisés et ne peut participer aux Jeux olympiques de Vancouver en février.
Après une saison blanche en 2010-2011 en raison de la blessure contractée un an plus tôt, elle revient en grande forme dès le début de la saison 2011-2012. Elle réalise ses premiers podiums en coupe du monde, terminant deuxième de la descente de Lake Louise et du super G de Bansko, à chaque fois derrière Lindsey Vonn, et décrochant trois troisièmes places.
Le 1er mars 2013, elle connait son premier succès majeur en coupe du monde lors du super G de Garmisch-Partenkirchen, en devançant Tina Maze et Julia Mancuso. Le 22 décembre 2013, Tina Weirather obtient sa première victoire en Géant en s'imposant sur la piste Oreiller-Killy de Val d'Isère. 
À noter que pendant cette période où ses performances allant croissantes, Tina qui s'entraînait jusque-là avec son équipe nationale, commença à s'entraîner avec l'équipe suisse à partir de la saison 2011-2012.

### Une saison 2013-2014 si proche du sommet...
La saison 2013-2014 est riche en résultats, puisque Tina enchaine les podiums, aussi bien en géant, qu'en super G et en descente.
Toutefois, elle continue d'être poursuivie par la malchance. Elle chute lourdement lors d'un entraînement en vue de la Descente de Sotchi pendant les Jeux olympiques et doit déclarer forfait pour la suite de la compétition. Des examens plus précis réalisés à Innsbruck après les Jeux mettront en évidence « des fissures très fines au niveau de la tête du tibia droit », en plus de la contusion osseuse, révélée lors des premiers examens. 
Elle décide de mettre un terme à sa saison, décision qu'elle annonce sur sa page Facebook :« Pour participer à des courses, c'est trop risqué, je suis donc obligée de renoncer aux trois dernières semaines de course de la saison de Coupe du monde. J'ai la chance que mon genou puisse guérir sans opération, et que le cartilage est sorti comme par miracle indemne ». 
Néanmoins, la Liechtensteinoise est stoppée net alors qu'elle était en lutte avec l'Allemande Maria Höfl-Riesch pour remporter le classement général de la Coupe du monde. Avec neuf podiums dont deux victoires, elle ne comptait que 139 points de retard sur la Bavaroise, à neuf courses du terme de la saison. Elle pouvait également prétendre au petit globe du Super-G, avec 38 points de retard sur la Suissesse Lara Gut et une seule course encore au programme.
Le grand globe (classement général) est finalement remporté par l'Autrichienne Anna Fenninger, l'Allemande Maria Höfl-Riesch prenant la deuxième place tandis que la Liechtensteinoise termine cinquième. Elle se console toutefois avec la troisième place en Super-G.

### Une saison 2015-2016 sous forme de montagnes russes
Rétablie à l'entame de la nouvelle saison, Tina est en lice pour la Coupe du monde 2015-2016. Cette nouvelle saison sera marquée par des résultats difficiles au début et irréguliers par la suite, alternant contre-performances et succès.   

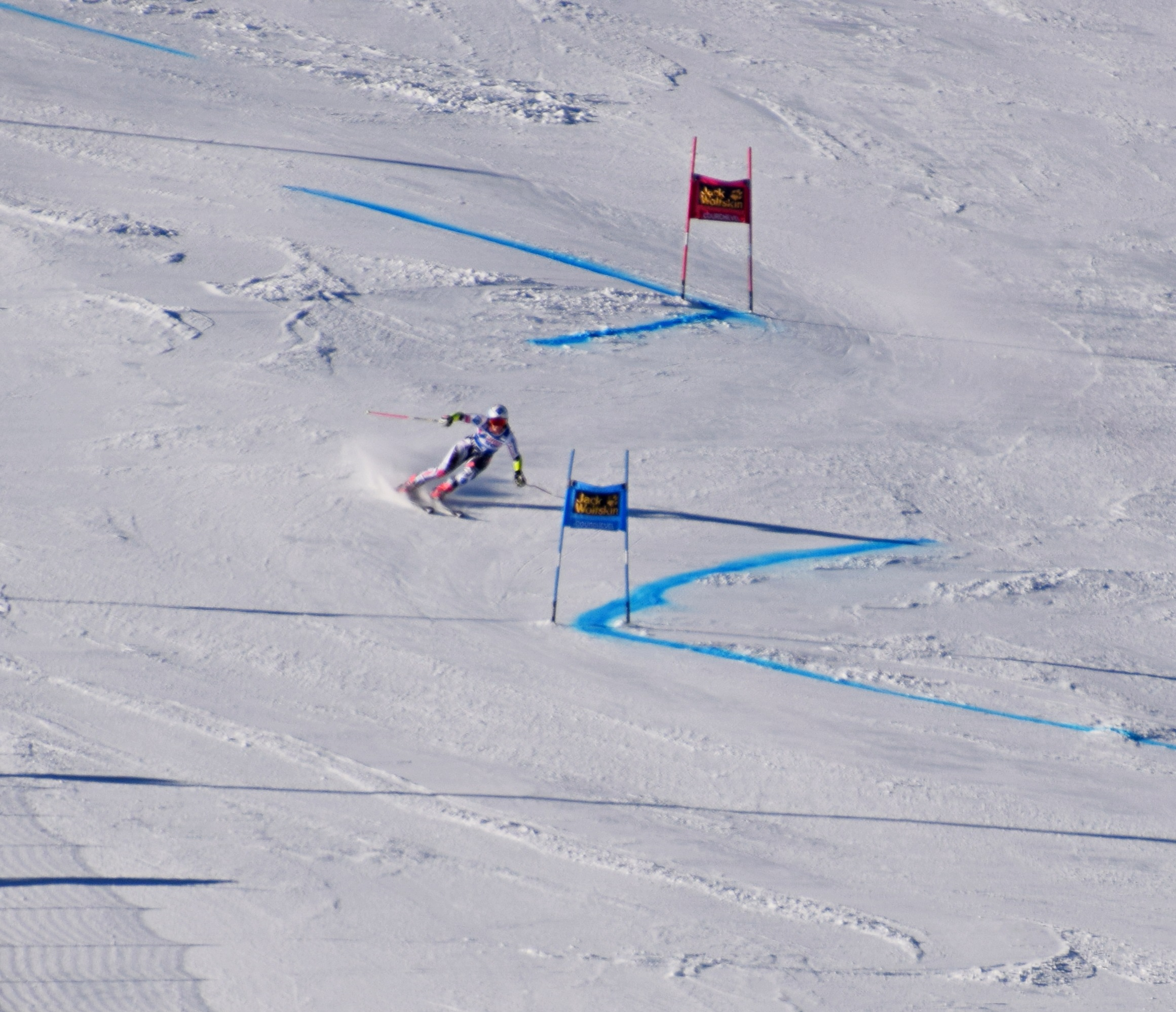
Tina Weirather à Courchevel (France) le 20 décembre 2015.

Lors du premier slalom géant de la Coupe du monde 2015 à Solden, le 24 octobre, elle accroche une dixième place finale. En novembre la Liechtensteinoise traverse l'Atlantique pour le Slalom d'Aspen où elle finit 11e. Début décembre, la compétition se poursuit à Lake Louise (Canada) avec des épreuves de vitesse mais les résultats restent largement en deçà de ses performances de l'année dernière : 18e lors de la descente du 4 décembre et 13e le lendemain. Elle parvient toutefois à intégrer le top dix (10e) lors du super G du 6 décembre.  
Le 12 décembre elle termine en dehors du top 10 (12e) du slalom géant d'Are en Suède. Le 28 décembre elle termine 2e du géant de Lienz derrière la suissesse Lara Gut et devant l'allemande Viktoria Rebensburg.
La Liechtensteinoise semble être revenue à son meilleur niveau pour la Descente-sprint d'Altenmarkt-Zauchensee du 9 janvier puisqu'elle est la plus rapide des "essais" sur la piste autrichienne. Toutefois, elle réalise finalement une très mauvaise opération en étant contrainte à l'abandon lors de la deuxième manche. Le super G qui se déroule le lendemain voit la Liechtensteinoise finir à une décevante vingt-et-unième place.  
Le slalom géant de Flachau en Autriche du 17 janvier ne donne pas davantage de satisfaction, puisqu'elle finit à la seizième place. 
L'étape italienne de Cortina d'Ampezzo (23 - 24 janvier) est en revanche couronnée de succès : quatrième en descente et deuxième en super G. Tina poursuit sur sa lancée en Slovénie sur le slalom géant de Maribor (30 janvier) où  elle termine troisième.
En Allemagne, à Garmisch-Partenkirchen, les 6 et 7 février, elle termine sixième de la descente et au pied du podium (quatrième) lors du super G.   
L'étape italienne à La Thuile (du 19 au 21 février) est à l'image de sa saison. Elle termine sixième lors de la première descente et dégringole même à la trente-cinquième place lors de la seconde manche. Néanmoins, le lendemain, elle remporte le super G devant Lara Gut et Lindsey Vonn, alors que la Suissesse et l'Américaine sont en lutte pour le gros globe de cristal.    
Lors du city-event de Stockholm (23 février) elle termine à une anonyme neuvième place.   
La compétition féminine fait ensuite étape à Soldeu, dans la principauté d'Andorre (27 février), où elle termine treizième du Super-G.      
À Jasna en Slovaquie (le 7 mars) elle termine seulement quinzième du slalom géant avant de retrouver des couleurs à Lenzerheide en Suisse (12 mars) avec une quatrième place au super G.       
La dernière étape de la saison se déroule à Saint-Moritz, toujours en Suisse du 16 au 20 mars. Malgré une décevante treizième place en slalom géant, elle termine septième en descente mais, surtout, remporte le super G.      

### L'Intersaison 2016
Si la saison FIS est terminée, Tina Weirather participe encore aux championnats nationaux du Liechtenstein - le 25 mars - dans la station de Malbun où elle termine troisième du slalom géant. 

### La saison 2016-2017 et la conquête du Globe en Super G

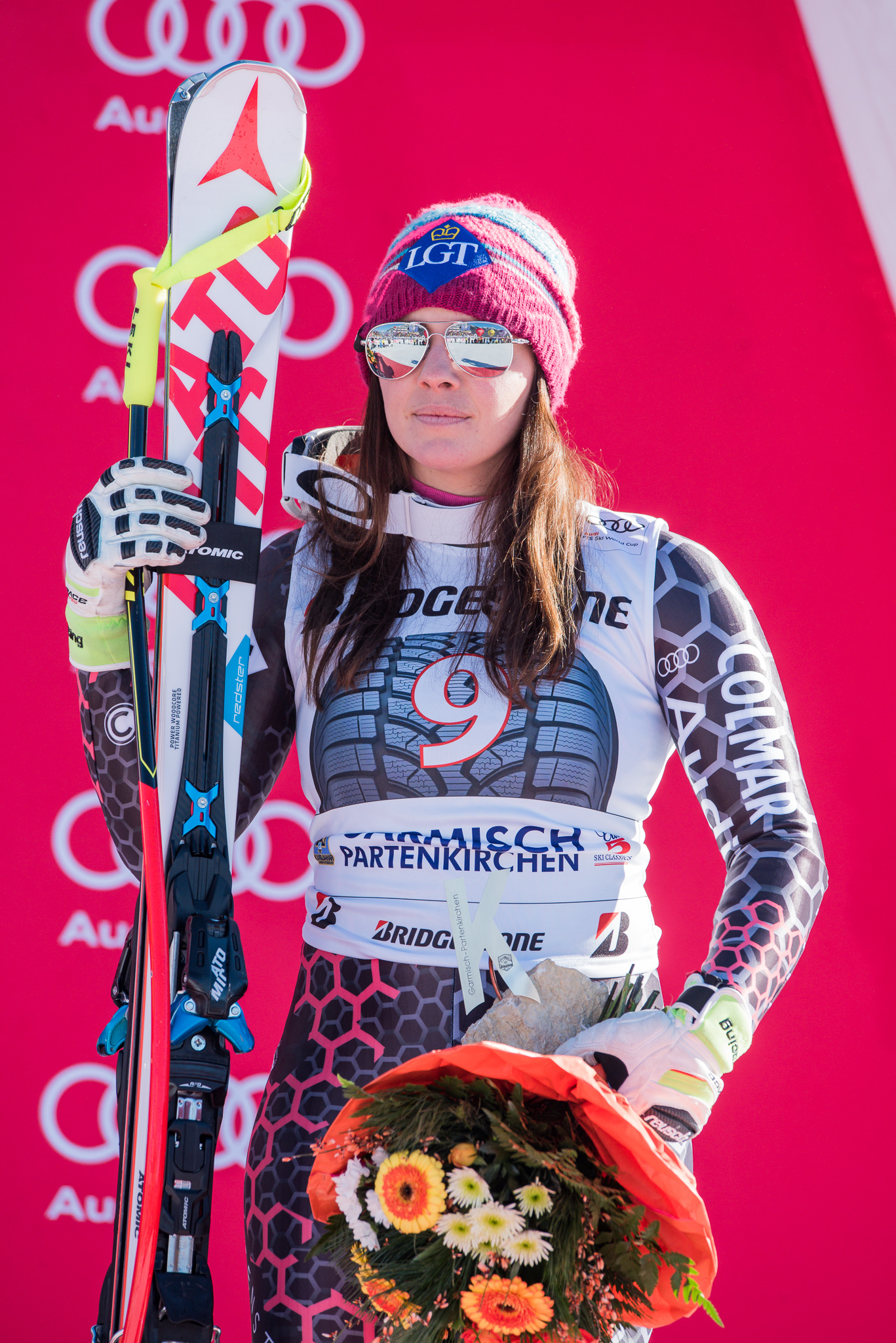
Tina Weirather sur le podium du super-G de Garmisch-Partenkirchen.

La saison 2016-2017 commence en mode mineur pour la Liechtensteinoise, dont les premiers résultats sont très discrets. 
Quinzième à Solden pour l'ouverture de la saison, douzième à Killington dans le Vermont et un début d'étape canadienne à Lake Louise peu concluant (seizième, quatorzième puis neuvième lors des trois premières courses) avant un redressement très net. Elle termine ainsi deuxième de la quatrième et dernière course à Lake Louise avant d'enchaîner avec une quatrième place à Sestrieres en Italie.
Lors des championnats du monde à Saint-Moritz, elle remporte la médaille d'argent du super G, derrière la surprenante Autrichienne Nicole Schmidhofer et trois centièmes devant la Suissesse Lara Gut. Non partante du combiné, elle décroche, à l’occasion de ces Mondiaux, une dixième place en descente et un dix-neuvième rang en slalom géant.
Auteur de trois podiums en super-G avant les finales disputées à Aspen, elle remporte la dernière épreuve de la saison pour gagner son premier globe de cristal de la spécialité en devançant de cinq points la Slovène Ilka Štuhec et de 135 points Lara Gut, victorieuse des trois premières épreuves de la saison mais qui a dû mettre un terme à sa saison après une blessure contractée à Saint-Moritz.
Le 8 avril, alors que la saison est terminée, elle annonce qu'elle quitte son équipementier Atomic pour passer chez Head. Elle rejoint ainsi Lindsey Vonn ou encore Lara Gut.

### Saison 2017-2018: la confirmation

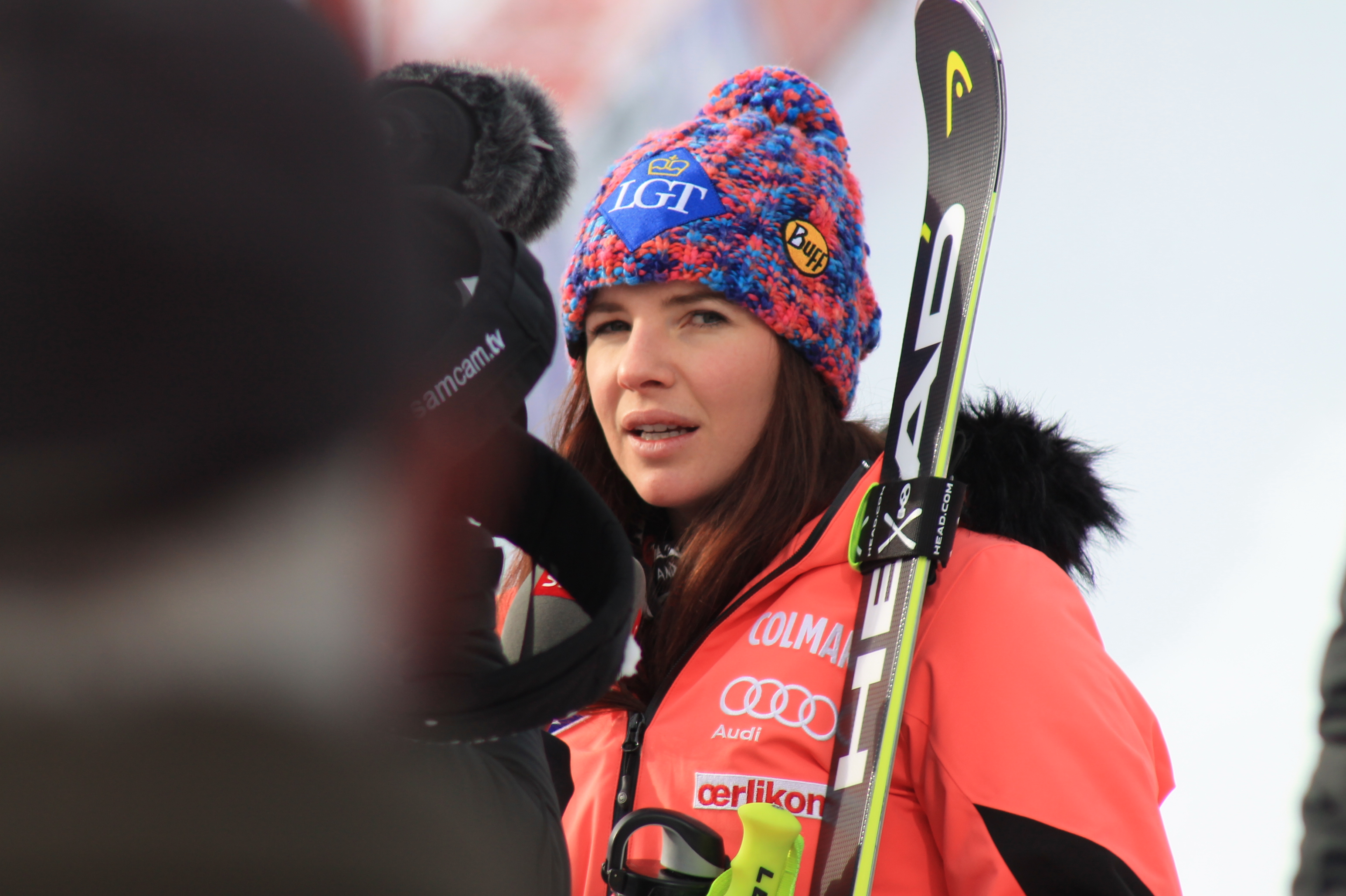
Tina Weirather le 17 décembre 2017.

La saison 2017-2018 commence en douceur, avec une modeste 22e place au slalom géant de Killington. La Liechtensteinoise accélère toutefois le rythme dès Lake Louise où elle remporte l'entraînement de la descente et termine deuxième puis cinquième des deux manches avant de remporter le super G canadien.
Elle confirme ses dispositions pour la vitesse avec une troisième et une deuxième places lors des super G de Saint-Moritz et Val d’Isère. 
Le slalom géant de Kranjska Gora coïncide avec un retour à l'anonymat et une lointaine 22e place.
Le déplacement autrichien de Bad Kleinkirchheim est nettement plus fructueux : 7e du super-G et 5e en descente. 
Du 17 au 21 janvier 2018, la station italienne de Cortina d'Ampezzo accueille pas moins de quatre épreuves : une manche d'entraînement en descente, deux descentes ainsi qu'un super-G. Les résultats de la Liechtensteinoise seront contrastés : 11e à l'entraînement, puis une décevante 19e place en descente avant un superbe podium (2e) lors de la deuxième descente. Enfin, elle se classe 5e lors du super-G.  
Début février, c'est à Garmisch-Partenkirchen (Allemagne) que les femmes se déplacent pour les dernières épreuves de la Coupe du monde avant l'interruption des Jeux olympiques de Pyongchang en Corée du Sud. Deux manches de descentes sont au programme. Tina termine 7e lors de la première avant de monter sur la deuxième marche du podium lors de la seconde, derrière l'Américaine Lindsey Vonn et devant l'Italienne Sofia Goggia.
Tina Weirather se classe troisième du super-G olympique derrière Ester Ledecká et Anna Veith, remportant ainsi sa première médaille olympique. Il s'agit de la dixième médaille olympique de l'histoire de son pays et la première depuis celle de Paul Frommelt lors des Jeux de Calgary en 1988. Elle termine quatrième de la descente.
Sur sa lancée des Jeux olympiques en Corée du Sud, Tina Weirather s'impose lors du super-G de Crans Montana le samedi 3 mars. La Liechtensteinoise devance l'Autrichienne Anna Veith  de 0,36" et la Suissesse Wendy Holdener de 0.38". Ce succès lui permet de ravir la tête du classement de la discipline à Lara Gut, qui termine seulement septième, à une course de la fin de la saison. Weirather commentera son succès : "C’était vraiment difficile, c’est la piste la plus exigeante de la saison. Le globe signifierait beaucoup pour moi. C’est la récompense suprême dans notre sport. On ne gagne pas un globe par chance".
Le 15 mars pour le sixième et dernier Super G, Tina Weirather termine à une modeste sixième place, mais la chute de sa rivale suisse Lara Gut lui permet de remporter son deuxième globe de la spécialité avec 86 points d'avance.

### Saison 2018-2019: une saison anonyme
Le principal changement pour cette nouvelle saison de Coupe du monde est la décision de la Liechtensteinoise de ne plus concourir que dans les épreuves de vitesse. 
Elle est toutefois au départ à Solden lors de la course inaugurale, mais termine dans les profondeurs du classement à une lointaine 27e place. 
Un mois plus tard, elle est à Lake Louise pour les deux descentes. Toutefois, si elle termine 5e de la première, elle ne voit pas le bout de la deuxième course.
C'est lors du déplacement suivant à Saint-Moritz qu'elle connaît sa première grande satisfaction de la saison en finissant sur la troisième marche du podium. 
L'étape de Val Gardena est davantage mitigée puisqu'elle termine seulement 11e de la descente, mais arrive 2e du super-G. 
Toujours en Italie, mais à Cortina d'Ampezzo, elle alterne encore le meilleur (2e place lors du super-G), mais aussi le pire avec une 33e et 17e places lors des deux descentes qui étaient au programme.  
L'étape allemande de Garmish-Partenkirchen n'est pas beaucoup plus probante, avec une 8e place (en super G) et une 16e place en descente. 
C'est plus au nord, à Åre, que la caravane du cirque blanc fait étape début février pour la Coupe du monde. La réussite n'est pas non plus au rendez-vous, elle finit à la 18e place en descente et ne voit même pas la ligne d'arrivée en super G. Concernant le combiné, elle ne prend le départ que de la première manche. 
A Crans-Montana, une unique descente est au programme. Les deux entraînement sont délicats (17e et 20e) et la course tout autant avec une 16e place finale. 
La saison se termine à Soldeu, dans la principauté d'Andorre par une 10e place lors de la descente et un abandon lors du super G du lendemain. 

### Saison 2019-2020: la dernière
Tina Weirather reprend la compétition du 3 au 8 décembre à Lake Louise, avec deux descentes et un super-G. Après des entraînements plutôt convaincants (7e et 11e), elle ne parvient pas à confirmer en course avec une décevante 21e place lors de la première descente et fait à peine mieux le lendemain, 16e. Le super-G de dimanche lui permet toutefois de réaliser un top 10 avec une neuvième place finale.
Du 11 au 14 décembre, elle est à Saint-Moritz pour deux super-G. Le premier dispute dans le cadre de la Coupe d’Europe est conclu à une cinquième place tandis que le second, comptant pour la Coupe du Monde, se termine sur un abandon.
Le 19 décembre, elle termine seulement 23e de la descente de Val d'Isère.
Sa première course de l'année 2020 a lieu dans la station autrichienne de Altenmarkt-Zauchensee, une descente programmée le 11 janvier. Après deux entraînements convaincants (12e et 8e), elle prend une 6e place finale à 1"36 seconde de la Suissesse Corinne Suter qui remporte sa première victoire en Coupe du Monde.
Du 23 au 26 janvier, elle participe aux épreuves de Bansko en Bulgarie, mais doit se contenter de modestes 26e et 21e places lors des deux descentes. Tina Weirather redresse tout de fois la barre lors du super G avec une 5e place finale. Sur les pistes de Rosa Khutor dans le complexe de Krasnaïa Poliana, la Liechtensteinoise ne termine pas le super G du 2 février remporté par Federica Brignone. 
Le déplacement en Suisse à Crans Montana ne sera pas beaucoup plus probant. Elle ne termine pas le super G et termine 13e et 19e des deux descentes. 
La dernière épreuve de la saison à La Thuile se conclut sur une modeste 14e place, le reste de la saison étant annulé pour cause d'épidémie de Covid-19.
Tina Weirather conclut une des saisons les plus difficiles de sa carrière, avec comme meilleur résultat une 5e place et sans parvenir à monter sur le podium. 

### L'après carrière-sportive
Dans une vidéo publiée sur son compte Instagram, le 25 mars 2020, elle annonce mettre fin à sa carrière sportive. Elle y remercie notamment les chirurgiens qui l'ont opérée après ses blessures, ses physiothérapeutes ainsi que ses responsables du matériel, avant de conclure : "Ce que je suis devenue, c’est grâce au ski. Quinze ans après ma première course en Coupe du monde, je peux dire sans regret que je me suis donnée à fond.” 
En 2023, Tina Weirather est ambassadrice pour la marque automobile Audi et l'horloger Norqain. Elle est également consultante pour la chaîne de télévision SRF. 
En septembre 2022, Tina Weirather épouse Fabio Ney, un producteur de contenu multimédia après avoir été présentateur radio sur SRF-3.  

## Palmarès

### Jeux olympiques
Tina Weirather ne remporte pas de médaille lors de sa première participation aux Jeux olympiques en 2006. Elle manque les éditions 2010 et 2014 en raison d'une déchirure des ligaments croisés et d’une blessure à la tête du tibia droit. En 2018, elle monte sur son premier podium olympique, avec une troisième place en super G, remportant par la même occasion une dixième médaille dans l’histoire de son pays.
| Édition / Épreuve   | Descente | Super G |
| ------------------- | -------- | ------- |
| JO 2006 Turin       | Abandon  | 33e     |
| JO 2018 Pyeongchang | 4e       | Bronze  |

### Championnats du monde
Tina Weirather a remporté une médaille en cinq participations aux championnats du monde en 2005 (alors qu'elle n'a que 15 ans), 2007, 2013, 2015, 2017 et 2019.
| Édition / Épreuve               | Descente | Super G | Slalom géant | Combiné |
| ------------------------------- | -------- | ------- | ------------ | ------- |
| Mondiaux 2005 Bormio            | —        | 31e     | —            | —       |
| Mondiaux 2007 Åre               | —        | Ab.     | Ab.          | DNS     |
| Mondiaux 2013 Schladming        | 13e      | Ab.     | 27e          | DNS     |
| Mondiaux 2015 Vail-Beaver Creak | 11e      | 6e      |              | —       |
| Mondiaux 2017 Saint-Moritz      | 10e      | Argent  | 19e          | DNS     |
| Mondiaux 2019 Åre               | 18e      | Ab.     |              | Ab.     |

Légende :

— : Tina Weirather n'a pas participé à cette épreuve

### Coupe du monde
Weirather compte plus de deux cents départs en Coupe du monde depuis 2005. Elle marque ses premiers points lors de la saison 2006-2007 lors d'un super combiné à Reiteralm. Elle monte sur son premier podium le 2 décembre 2011 lors d'une descente à Lake Louise et obtient sa première victoire le 1er mars 2013, à l’occasion d’un super G disputé à Garmisch-Partenkirchen. Au terme de la saison 2016-2017, elle remporte son premier globe de cristal, en super G. Elle conserve le trophée la saison suivante. 
- Meilleur classement général : 4e en 2016.
- 2 petit globes de cristal :
  - Vainqueur du classement du Super G en 2017 et en  2018
- 41 podiums dont 9 victoires.

| Saison/Classement | Général | Général | Descente | Descente | Super G | Super G | Slalom géant | Slalom géant | Slalom | Slalom | Combiné | Combiné |
| Saison/Classement | Class.  | Points  | Class.   | Points   | Class.  | Points  | Class.       | Points       | Class. | Points | Class.  | Points  |
| ----------------- | ------- | ------- | -------- | -------- | ------- | ------- | ------------ | ------------ | ------ | ------ | ------- | ------- |
| 2006-2007         | 56e     | 119     | 43e      | 14       | 51e     | 4       | 23e          | 59           | -      | -      | 16e     | 42      |
| 2007-2008         | 109e    | 12      | -        | -        | -       | -       | 39e          | 12           | -      | -      | -       | -       |
| 2009-2010         | 58e     | 115     | 38e      | 32       | 25e     | 60      | 41e          | 12           | -      | -      | 32e     | 11      |
| 2011-2012         | 9e      | 674     | 2e       | 400      | 7e      | 213     | 30e          | 56           | -      | -      | 33e     | 5       |
| 2012-2013         | 18e     | 395     | 6e       | 224      | 9e      | 147     | 37e          | 24           | -      | -      | -       | -       |
| 2013-2014         | 5e      | 943     | 4e       | 400      | 3e      | 310     | 10e          | 219          | -      | -      | 17e     | 14      |
| 2014-2015         | 10e     | 603     | 7e       | 269      | 8e      | 195     | 10e          | 139          | -      | -      | -       | -       |
| 2015-2016         | 4e      | 1 016   | 8e       | 244      | 2e      | 436     | 5e           | 321          | 43e    | 15     | -       | -       |
| 2016-2017         | 7e      | 857     | 5e       | 256      | 1re     | 435     | 13e          | 166          | -      | -      | -       | -       |
| 2017-2018         | 6e      | 887     | 3e       | 394      | 1re     | 461     | 31e          | 32           | -      | -      | -       |         |
| 2018-2019         | 17e     | 411     | 15e      | 139      | 3e      | 268     | 56e          | 4            | -      | -      | -       | -       |

|           | Descente               | Super G                   | Slalom géant | Total |
| --------- | ---------------------- | ------------------------- | ------------ | ----- |
| 2012-2013 | -                      | Garmisch-Partenkirchen    | -            | 1     |
| 2013-2014 | -                      | Saint Moritz              | Val d'Isère  | 2     |
| 2014-2015 | Garmisch-Partenkirchen |                           | -            | 1     |
| 2015-2016 | -                      | La Thuile Saint-Moritz    | -            | 2     |
| 2016-2017 | -                      | Aspen                     | -            | 1     |
| 2017-2018 | -                      | Lake Louise Crans-Montana | -            | 2     |
| Total     | 1                      | 7                         | 1            | 9     |

### Championnats du monde junior
En cinq participations entre 2005 et 2009, Tina Weirather a remporté cinq médailles au cours des Championnats du monde junior dont deux titres, le premier en slalom géant en 2005 et le second en descente en 2006. Cela fait d'elle la skieuse du Liechtenstein ayant remporté le plus de titres et le plus de médailles aux Championnats du monde junior. 
Avec ses seize ans en 2006, il s'agit également de la quatrième plus jeune championne du monde junior lors de son sacre en slalom géant après Michaela Gerg-Leitner en 1982, Ilka Stuhec en 2007 et Anna Fenninger en 2006.
| Édition / Épreuve         | Descente | Super G | Slalom géant | Slalom |
| ------------------------- | -------- | ------- | ------------ | ------ |
| Mondiaux 2005 Bardonnèche | 29e      | 17e     | 41e          | Ab.    |
| Mondiaux 2006 Québec      | 5e       | Ab.     | Or           | Ab.    |
| Mondiaux 2007 Flachau     | Or       | Argent  | Argent       | —      |
| Mondiaux 2008 Formigal    | —        | —       | 7e           | Ab.    |
| Mondiaux 2009 Garmisch    | —        | —       | Argent       | Ab.    |

Légende :

— : Tina Weirather n'a pas participé à cette épreuve

### Coupe d'Europe
- 2 victoires (1 en descente, 1 en super G).

### Championnats du Liechtenstein
- Championne du slalom géant en 2006.

## Autres
- .Elle a longtemps utilisé des skis et des fixations de la marque Atomic. Pour la saison 2017-2018 elle passe chez Head.
- Tina Weirather est aussi une passionnée de course automobile. Elle a ainsi souvent assisté au Grand Prix de Monaco de Formule 1. Elle participe également à quelques courses en amatrice. Elle était copilote à l'ADAC Rallye Masters (une épreuve organisée par l'association automobile allemande) et a déjà piloté une Audi R8 LMS.
- Son frère Herbi (Herbert) est pilote de voltige aérienne.
- En février 2016 elle devient une des égéries de la campagne de RollOn Austria, une association venant en aide aux personnes handicapées. Elle encourage la vente de petits pendentifs en forme d'ange dans le but de récolter des fonds.
- À partir d'octobre 2020, elle est consultante pour la SRF.